# João Leonir Dall'Alba
João Leonir Dall'Alba (Caxias do Sul, 2 de fevereiro de 1938 — Caxias do Sul, 12 de junho de 2006) foi um escritor, historiador e sacerdote pertencente à Congregação de São José - Josefinos de Murialdo.

## Vida
Filho de Corino Dall'Alba e de Lúcia Ballardin. Foi ordenado sacerdote em 1966, na cidade de Viterbo, Itália. Foi fundador e presidente da Fundação Educacional Barriga Verde (Febave), do Museu Conde d'Eu e do Museu ao Ar Livre, todos em Orleans. No ocaso de sua vida estabeleceu residência em Ana Rech. Em 30 de agosto de 2015 foi inaugurada uma estátua em sua memória na cidade de Orleans.
Em 1987 foi admitido como Sócio Efetivo do Instituto Histórico e Geográfico de Santa Catarina (IHGSC), "historiador (de Orleans) que se revelou dedicado e profundo pesquisador da história do sul do estado e que criou o Museu de Imigração naquela cidade".

## Entrevista com o bugreiro Ireno Pinheiro
Expressou em seu livro "O Vale do Braço do Norte" (1973)

Em minhas pesquisas de historiador tive duas satisfações entre muitas, que eu julgo sensacionais: a descoberta dos documentos da Empresa de Terras e a entrevista que agora vai ser publicada. (...)

A entrevista a que se refere foi sua sorte ao conversar com um bugreiro, caçador de homens como expressa, Ireno Pinheiro.
No mesmo livro acrescenta:

Não sou sociólogo, não sou etnólogo. Muito mais deveria ter perguntado, (refere-se a seu encontro/entrevista com Ireno Pinheiro) muito mais muito mais deveria ter aproveitado desta grande ocasião que se me ofereceu. Sabendo de minhas limitações, encaminhei ao mesmo bugreiro um estudioso, diretor do Museu Antropológico de Florianópolis, que também conseguiu entrevistar este raro espécimen da humanidade. (...)

Este estudioso a que se refere é Sílvio Coelho dos Santos. O mesmo é citado explicitamente na página 387 de sua obra O Vale do Braço do Norte.

## Prefácios do autor

### Pioneiros nas Terras dos Condes (1971)
Quando recebi como tarefa para a faculdade que estou cursando um trabalho sobre a imigração exultei, porque, vivendo numa região povoada por imigrantes, pensei que me seria fácil uma pesquisa sobre o argumento. Fui à prefeitura. Arquivo? "Sim, há. Mas só de 1930 para cá. Antes as revoluções e movimentos políticos queimavam tudo". Lancei--me então às bibliotecas. Livros sobre Orleans? Não, nunca fora escrito nada. Uns dados estatísticos por ocasião do Cinquentenário. Só. Então quis recolher, entre os mais velhos habitantes da região documentos dos primeiros imigrantes. A única satisfação que tive foi ver dois passaportes. Não havia mais nada. Tudo queimado, tudo perdido. Obtive então umas noções em livros de história do estado e das cidades vizinhas. Dados indiretos. De Orleans, pouco ou nada.

Decidi. Não havia fontes escritas? Daria eu à cidade estas fontes. Pensando bem, estávamos ainda numa época de ouro para o historiador. Não havia escritos, mas sobreviviam inúmeras pessoas que poderiam dar informações preciosas. Lancei-me ao trabalho de ir recolhendo a tradição. De cada grupo étnico de imigrantes ia colhendo o que pudesse, em conversas e entrevistas. Nem sempre era afortunado, que a memória nem a todos favorece. Mas o conjunto foi crescendo aos poucos. Das conversas com os anciões avultou a importância, desconhecida para mim, da Empresa de Terras e Colonização Grão Pará. De início, pensando tivesse desaparecido, lamentei comigo que já não existisse. Em vez, não. A Empresa, com outros donos, mas a mesma dos primórdios, continuava. Consultei-lhe os arquivos. "Só temos livros de contas, antigos sim, porém de contas". Mas entre eles surgiu-me um documento de valor: um maço de correspondência da Empresa, do ano de 1883, ano em que iniciou a imigração para nossas paragens. Havia também uma lista dos primeiros imigrantes. Só, disseram. O resto, contas imobiliárias. Com esses elementos redigi a primeira publicação, mimeografada, desta obra., correspondendo à segunda parte do atual volume.
Mas logo foram surgindo outros manuscritos. Após o maço de cartas, cavei, do fundo de uma gaveta da Empresa o Relatório de 1881, documento básico para nossa história. Passaram-se meses, e fui encontrando cartas, declarações de colonos ao chegarem, material de propaganda, infinitos volumes de contabilidade. Tudo dos primeiros anos de nossa história.
Por concessão de D. Pedro de Orleans e Bragança, consultei oos arquivos do Palácio Isabel de Petrópolis. Localizei lá importantes papéis. Consultei ainda o Arquivo Nacional, o arquivo do Museu Imperial, o Instituto Histórico e Geográfico de Santa Catarina.
Foi novamente a Empresa que nos reservou outra grande descoberta. Como nos contos antigos, depois de diversas discussões, "nem vai lá, que só tem madeiras velhas e teias de aranha", consegui entrar nos porões da velha Sede da Empresa. Amigo leitor! Tive a maior alegria que me foi concedida como historiador: Lá, num canto escuro, intactos há oitenta anos, estava, três caixões de manuscritos. Passei as horas livres de dois meses lendo e separando: um tesouro para nós, para todos os vizinhos do Vale do Tubarão!
A primeira parte deste volume é uma tentativa inicial de publicação de excertos desses documentos.
Como verás, o que tens em mãos não é a história de Orleans. É a história dos primórdios da civilização de toda uma vasta região. ´´E a história de uma colônia no Patrimônio Dotal de Dona Isabel e do Conde d'Eu. Mais: São páginas vivas do movimento migratório do século passado. Não, não é um trabalho definitivo. É apenas um desbaste pioneiro na história dos nossos Pioneiros.
Que este olhar ao nosso passado nobre nos transmita a coragem e iniciativa, a fé no futuro, que nossos antepassados tiveram, e que nos foram tiradas pelas vicissitudes históricas.

### O Vale do Braço do Norte (1973)
Por que é que ninguém escreve a história do Vale do Braço do Norte? Isto perguntava eu há três anos, quando descobri o manancial de documentos da Empresa de Terras de Orleans. Por que não escrevem? Se há padres, se há bispos, advogados e médicos, tanta gente formada, nascida no vale? Por que não escrevem? E a ideia, nuvenzinha que se levanta, foi crescendo, crescendo. E se eu escrevesse? Mas não nasci no Vale, nunca morei ali, não lhe conheço as tradições, não lhe conheço a língua de origem, não conheço nada, não conheço ninguém. Haverá alguém que vai escrever? Escreveremos mais tarde, dizem uns velhos. Mais tarde? Mas se já são velhos? Os jovens preferem olhar para a frente. Ninguém escreve. E a história é bela. Os documentos da Empresa me fazem entrever uma história bem bela. E o mistério de um povo tão diferente do que eu já conheci? Desde a primeira vez em que fui de aranha para São Ludgero, sonhei mil vezes com este mistério. De longe soubera. E tantos padres em São Ludgero, e as brigas do Braço do Norte, e histórias de matas e índios em Rio Fortuna, a história de tesouros em Santa Rosa, a vinda dos imigrantes a Anitápolis, os feitos sangrentos da Garganta? E costumes tão diversos dos meus, com carro de boi, com aranha, com engenhos de açúcar, com farinha de mandioca? Não. Bastou saber disto. Não medi mais esforços, não poupei nem os meios, nem férias, nem horas da noite. E foram viagens e viagens, por tudo que é estrada, com acidentes, até. E entrevistas com sábios e velhos, gravando e escrevendo, falando mil horas com os guardiães das tradições avoengas. E o manuscrito crescendo. Cresceu. Ficou grande. É preciso parar. Mas é incompleto! É certo, mas um livro mais volumoso quem é que vai lê-lo? Parei. Mas terei conseguido colher o sentido da história do Vale, a alma de um povo? Não sou literato, não sou sociólogo, não sou historiador. Por que então atrever-se a escrever? É preciso coragem! Sim, é preciso coragem. Escrevi. Mas eu sei que não fiz uma obra perfeita. O tempo me é escasso, que o centenário da vinda dos povoadores do Vale está ali. Mil anciãos ficaram por entrevistar, dezenas de figuras a biografar, situações a analisar. Só toquei tangencialmente as relações com a sede municipal, Tubarão. Insisti no passado remoto, só entrei com sondagens em tempos mais modernos. Do passado nem tudo colhi. As canções alemãs, por exemplo. Não é possível pesquisar nos arquivos do Estado, sem ordem. Não localizei no Rio de Janeiro documentos essenciais. Em Anitápolis não tive acesso aos documentos do Patronato e da Comissão, nascente mais rica, de certo, de páginas vivas da imigração. Quem sabe, desvirtuei algum aspecto, focalizei mal outros, deixei passar despercebidos mil eventos. Há um trabalho imenso para ti, estudioso, para ti, estudante nativo. Abri uma picada. Há largas estradas a abrir. A mim a certeza de ter agido com honestidade, a mim a satisfação de ter salvo do oblívio algum tesouro da tradição. Sei que deixei de transcrever umas páginas menos edificantes. Mas deixei entreler estes fatos. Via de regra, abstive-me de juízos, análises e sínteses. Compilei muitos fatos. Recolhi peças orais e escritas para o Museu da Imigração. Será um livro de história? Literatura não é. Ou será crônica, sociologia, linguística, reportagens de imprensa, ou miscelânia de tudo? A outros julgar este livro. Aos futuros historiadores colher muito mais. Mas que se apressem. Os velhos já partem, os jovens só veem o futuro. Terão em mim um colaborador como eu tive centenas, neste Vale de gente tão simples e amiga.

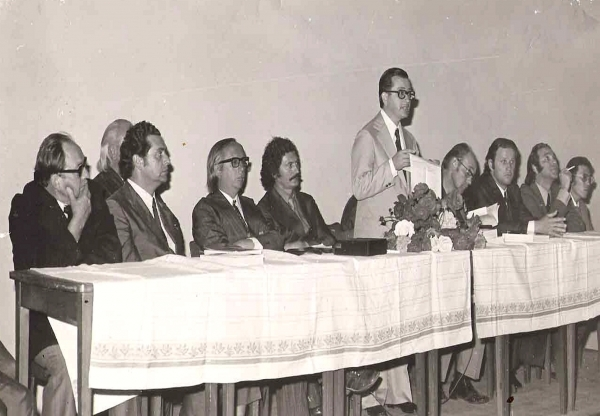
Lançamento oficial do livro "O Vale do Braço do Norte". Da esquerda para a direita o segundo, parcialmente oculto, é Daniel Brüning, o quarto Enerzon Xuxa Harger, o quinto Lady Fornazza (então prefeito de Braço do Norte), o sexto de pé João Leonir Dall'Alba (ocultando pessoa não identificável), o oitavo o padre Valentin Oenning, e na extremidade direita o décimo primeiro é o médico veterinário Mario Takashi Assanuma

Não trabalhando por encomenda, nem sendo financiado por entidades do Vale. Iniciativa espontânea, tive a liberdade para escrever uma história verdadeira. Não pretendi exaltar, não quis denegrir. Eu quis, sim, retratar um passado que as poucos se esvai. Consegui uma imagem real? Ao menos tentei, sem temores nem peias.
Retratei um vale vivendo, ainda agora, condições de passado. Que este olhar para trás seja um retesar de forças, um aurir ideais, para um salto futuro na senda de progresso.

### Laguna Antes de 1880: Documentário (1976)
Foi por acaso. Tendo-me proposto recolher material para fundamentar a história de Orleans, outrora território lagunense, fui coletando documentos. Como em outras vezes, a fortuna me acompanhou, fui dando com documentos inéditos e manuscritos antigos. No arquivo do Museu Conde d'Eu, de Orleans, foram se avolumando, especialmente as fotocópias. Após a descoberta do manuscrito do Dr. Francisco Isidoro Rodrigues da Costa vi que não poderia inserir tamanha abundância em monografia de história local. Fui consultar a bibliografia lagunense para ver se de fato  eram inéditos os manuscritos. Eram, confirmaram os escritores locais. Não, não os conheciam. Instaram para que fossem publicados.

O interesse não é só de Laguna. Os municípios todos do sul catarinense e o próprio Rio Grande vão encontrar páginas relativas à sua história mais antiga neste documentário. Daí também meu crescente interesse em ver publicados estes marcos escritos de nossa história. Afinal, nós do sul, éramos Laguna.
Não, não pe uma história a mais da Cidade Juliana. Mesmo porque ainda não se escreveu a história de Laguna. Ensaios, monografias, memórias. Meu fito é publicar mais estes documentos básicos para a história do Sul do Brasil.
Lamentei não mais ter encontrado o arquivo da Câmara, cm os documentos da gloriosa história de Laguna. De vez em quando há algo no arquivo da Comarca. Dizem que todas as revoluções brasileiras, passando por Laguna, carregavam um pouco de seus documentos. Há livros de "Vereanças" em mãos de particulares no Rio Grande do Sul. Não se localizam mais os livros do Tombo da Matriz. Cada historiador parece guardar documentos preciosos. Seria preciso que todos colaborassem e se reunisse tudo num arquivo. Ao menos que se fizesse em levantamento e um catálogo dos documentos de Laguna. Será o primeiro passo para a execução da grande obra que ainda não foi realizada. A monumental história de Laguna. E a história do Brasil exige isto. Certo, precisamos que primeiro se organize o arquivo do Estado. Já é tempo. Há dezenas de estudantes em cursos de graduação e pós-graduação a serem incentivados para esta grande empresa. Esperamos estar contribuindo para esta grande empresa. Esperamos estar contribuindo para isto, agora que nos aproximamos do terceiro centenário da fundação da célula máter da brasilidade do sul.
Na publicação dos documentos atualizei quase sempre a ortografia e modifiquei a pontuação. Acrescentei umas poucas notas, mais para guiar o leitor leigo, do que por motivo científicos. As introduções também têm esta finalidade.
Um agradecimento a todos que colaboraram: Diretores do Arquivo da Biblioteca Nacional do Rio de Janeiro, do Arquivo do Museu Imperial de Petrópolis, do Arquivo do Museu Conde d'Eu de Orleans, da Biblioteca Estadual de Florianópolis e da Biblioteca de Laguna. Ao historiador Walter Piazza, obrigado pelas correções e orientações, apesar de não ter seguido todas. Obrigado ao eminente Dr. Oswaldo Cabral. Meu agradecimento também ao Prof. Mário Gardelin que me forneceu cópia das cartas, em italiano, do Secretário Interino do Governo da República Catarinense; ao Juiz de Direito de Laguna, Dr. Ervim R. P. Teixeira, que me abriu as portas do Arquivo da Comarca no Museu Anita Garibaldi.
E à memória do Dr. Isidoro Rodrigues da Costa, principal autor desta monografia, a certeza de realizar o que ele sonhou há quase um século. Ver publicadas sua obra.
Aos leitores que, como eu, apreciam, de quando em vez, umas cavalgadas pelos campos do passado, a certeza de que se deliciarão com a reconstrução do nosso mundo antigo em páginas de real beleza estética.
Orleans, 29 de julho de 1976
Pe. João Leonir Dall'Alba

### Colonos e Mineiros no Grande Orleans (1986)
Desde a publicação de "Pioneiros nas Terras dos Condes - História de Orleans I", era nosso desejo escrever a  história completa de Orleans. Pensávamos num livro, se não perfeito, ao menos à altura do que significou "o Orleans" de extenso território, das primeiras Minas de carvão de pedra do Brasil, do Patrimônio Dotal de SS.AA.II., dos Condes d'Eu, da Colônia Grão Pará, do município de grandíssima extensão, que deu origem a Lauro Müller, a Grão Pará, a São Ludgero, em parte. As circunstâncias fizeram com que nossa obra não alcançasse a perfeição que almejáramos. Haverá muito ainda a se escrever sobre Orleans. Muito já se escreveu. É preciso saber que são livros de nossa história o "Laguna antes de 1880", "O Vale do Braço do Norte", "A Imigração Italiana em Santa Catarina". Também o livro que acabamos de publicar em português, "Colonos e Missionários nas Florestas do Brasil", história de Urussanga, é, em parte, a história da origem do nosso povo. Para deixar perfeitamente delimitado o território que pretendemos estudar a fundo,faltaria ainda a região da Serra, com seus encantos, seus mistérios e seus tesouros. Temos farta documentação à respeito. Afazeres outros nos levaram ao Rio Grande natal. Mesmo de longe estaremos ordenando entrevistas e documentos.  E publicaremos. E outros publicarão mais. De nossa parte não será o livro perfeito que arquitetáramos, mas sempre um novo préstimo para futura síntese.

Uma reverente lembrança àqueles entrevistados nestes últimos 15 anos que agora já vivem a vida com Deus. Eles passaram. Nós estamos passando. Orleans fica. Que permaneça também nossa história.
Este volume, apesar de autônomo, supõe muito do conteúdo de "Pioneiros nas Terras dos Condes".
Com raras incursões no passado, como no caso da mineração, e outras no futuro, como o relatório do movimento cultural, o período aqui descrito é compreendido entre os anos 1888, ano da criação do Distrito de Orleans, e 1963, ano do cinquentenário do município, quando Orleans ainda abrangia Lauro Müller, Grão Pará e parte de São Ludgero.
Queremos agradecer às centenas de entrevistados de quem colhemos dados preciosos, nunca dantes descritos. Também volvemos nossa gratidão aos alunos do colégio Toneza Cascaes e do Instituto São José, dos anos 70, pelas pesquisas feitas e em parte aqui aproveitadas.
Dada a minha ausência de Orleans, muitas vezes recorri à Fundação Educacional Barriga Verde, FEBAVE, para complementação de informações, para condução, em viagens de pesquisa de campo, para datilografia. Sem seu aporte não teria sido possível esta obra. À equipe da diretoria, já merecedores de muito reconhecimento pelos inestimáveis serviços prestados à cultura orleanense, seja atribuído mais esse mérito. Obrigado Agenor Della Giustina, Celso de Oliveira Sousa, Jaime Paladini, Milton Dalmagro e Hermínio Mattos.
Muito nos valeram os dados coletados por Terezinha Debiasi Carminatti, para informes sobre a atuação da Prefeitura de Orleans. Muito do que escrevemos de Grão Pará é devido ao Prof. Lourenço Müller. Em Lauro Müller encontramos apoio em Rafael Korbe e Luís Camacho. Pindotiba foi pesquisada por Jaime Luís Dalsasso. Rio Palmeiras Alto Olivo de Lorenzi Cancelier o coletor dos fastos passados. 
No Rio Grande nos ajudaram: Susete Vargas, coordenando muito do material das fichas, e os professores Alfredo e Albano na datilografia.
Esta pesquisa foi financiada, durante estes longos anos de coleta e organização dos dados, pela Congregação dos Josefinos de Murialdo, por meio de suas obras de Orleans, Caxias do Sul e Araranguá.
à administração do Prefeito Luís Crocetta, além de uma garantia oferecida para a impressão, este livro deve ainda a contratação de uma secretária, que por diversos meses foi ordenando e datilografando a grande mole de material de pesquisa que constitui este livro.
A muitos colaboradores agradecemos gravando-lhe o nome indelevelmente neste livro que deixamos para a posteridade. Aos outros, anônimos, também o reconhecimento meu e dos leitores.
Cremos ter levantado mais um monumento aos bravos que nos precederam, narrando suas lutas, seu feitos, e mesmo os seus defeitos.
Cremos ter prestado um serviço à verdade , à cultura, aos irmãos, à Pátria, à Igreja, para a Glória de Deus.

### Publicações
- Pioneiros nas Terras dos Condes. História de Orleans I, 1971. Segunda edição 2003. "Primeira publicação do historiador, sobre a colonização do sul de Santa Catarina, com apresentação de Walter Piazza. Relata a historiografia da região do Vale do Braço do Norte, da Colônia Grão Pará e de Orleans, tendo como base inicial um maço de correspondências da Empresa de Colonização, do ano de 1883. Na sequência de garimpagem encontrou nos porões da Empresa três caixões de manuscritos, os quais passou dois meses lendo e separando".
- O Vale do Braço do Norte. Orleans : Edição do autor, 1973. "Em sequência a seu primeiro livro, Dall'Alba voltou-se agora à colonização do Vale do Braço do Norte, com base nos documentos encontrados nos três caixões relacionados a seu primeiro livro. Na parte inicial do livro sua fonte principal de informação são os relatórios do agrimensor Carlos Othon Schlappal ao presidente da província e seu diário". A parte complementar do livro é baseada em diversas entrevistas com antigos moradores e descendentes dos pioneiros.
- Laguna antes de 1880: Documentário. Florianópolis : Lunardelli, 1976. "Tendo encontrado diversos ducumentos referentes especificamente a Laguna durante suas escavações nos dois livros anteriores, aconselhado por historiadores lagunenses publicou este seu livro".
- Imigração Italiana em Santa Catarina. Documentário. Caxias do Sul : Editora da Universidade de Caxias do Sul, 1983.
- Colonos e Mineiros no Grande Orleans, 1986.
- O Tesouro do Morro da Igreja, 1994.
- Histórias do Grande Araranguá. Araranguá : Gráfica Orion Editora, 1997.
- São Ludgero para o Brasil: Memórias do Pe. José Pedro Kunz. Orleans : Febave, 2005.
- Cem Anos de Dall'Alba no Brasil . História da própria família.
- Tradução: Marzano, Luigi. Colonos e Missionários Italianos nas Florestas do Brasil. Florianópolis: Edufsc, 1985.

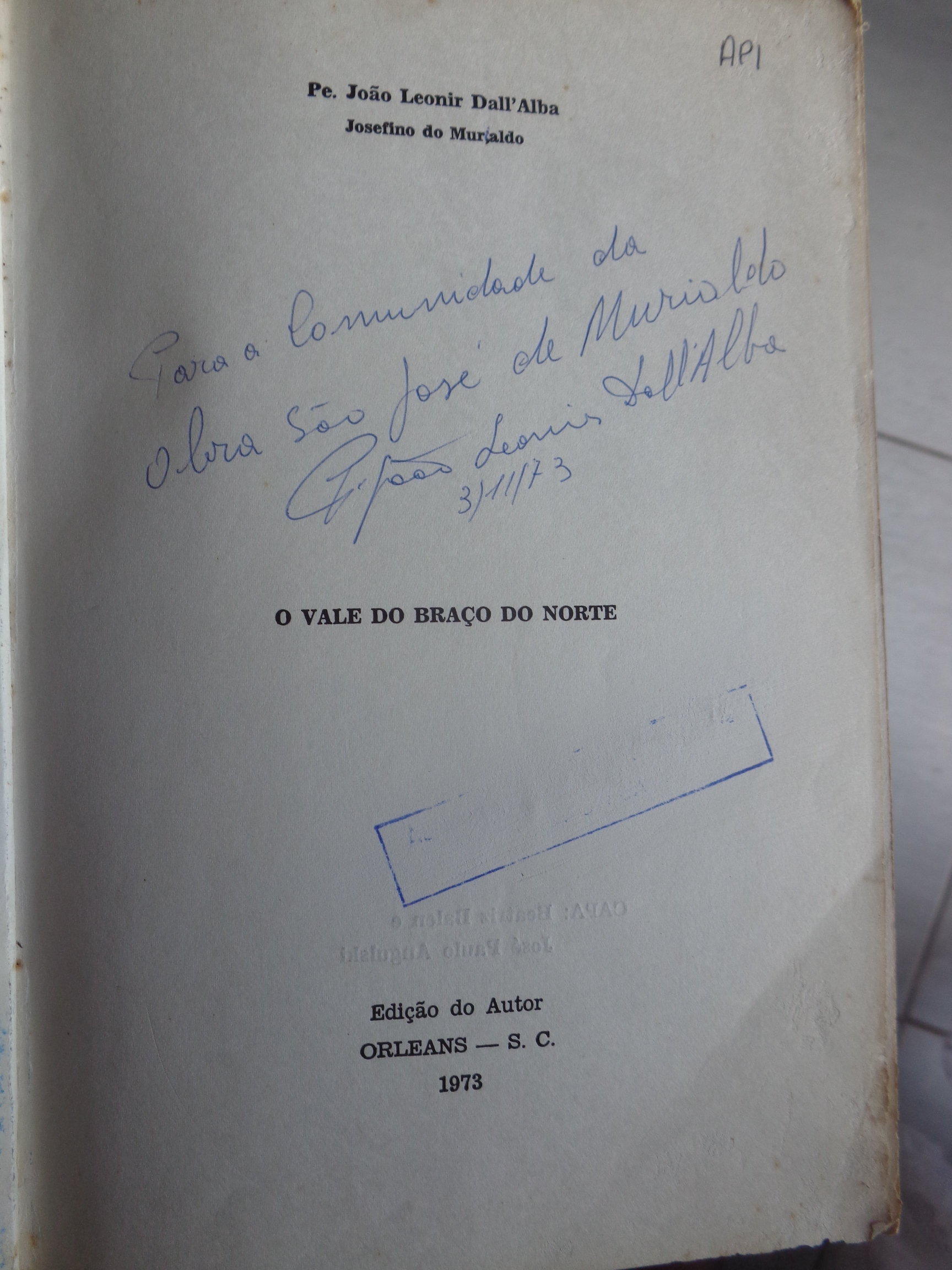
"O Vale do Braço do Norte", autografado em 3 de novembro de 1973
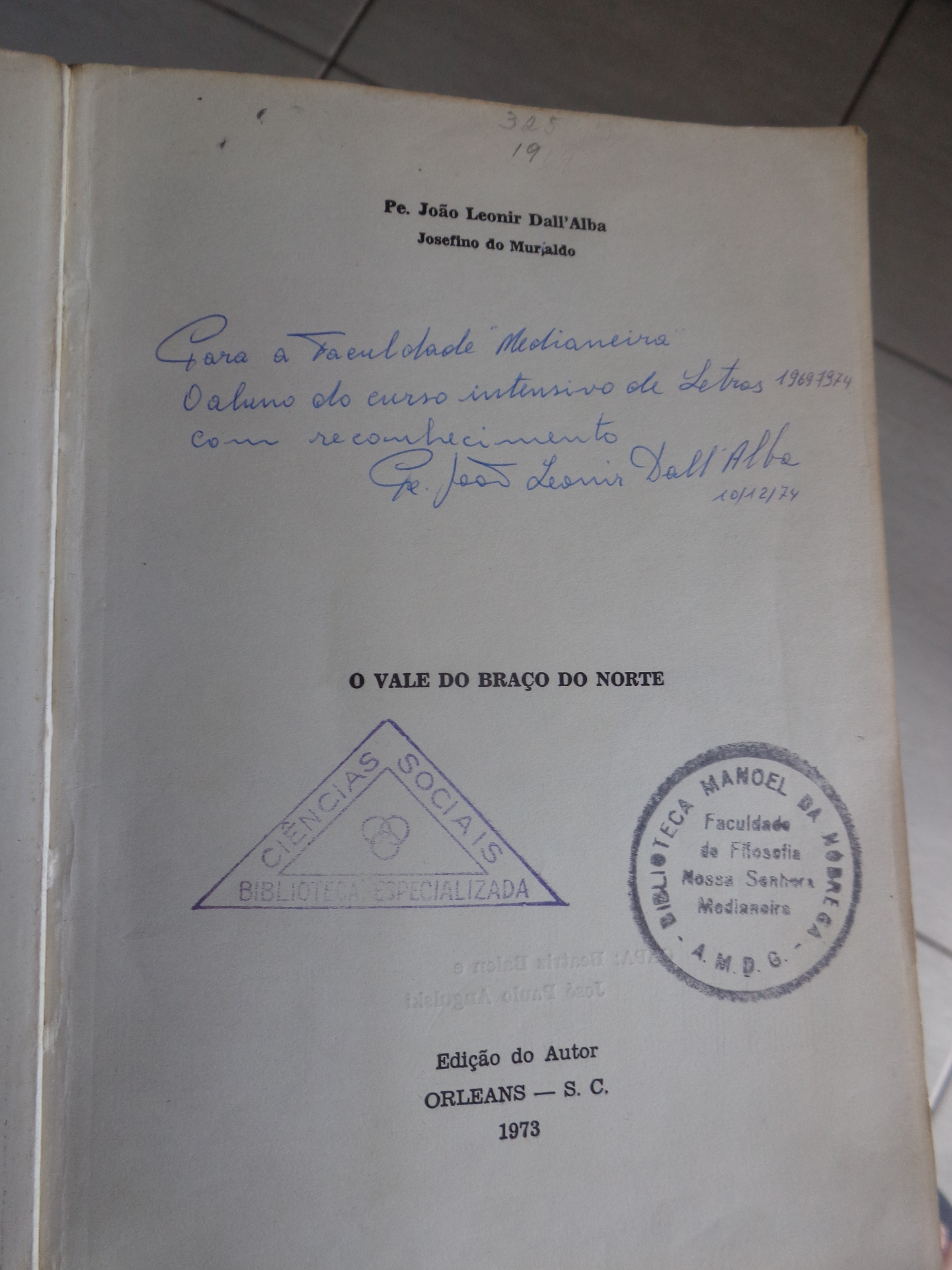
"O Vale do Braço do Norte", autografado em 10 de dezembro de 1974